# Hikaru no go
A Hikaru no go (ヒカルの碁) egy manga, ami a go táblajáték körül forog. A mangát Hotta Jumi írta és Obata Takesi illusztrálta. Az anime sorozat szakmai felügyeletét a profi go játékos Umezava Jukari (5 dan) végezte. A sorozatok nagy mértékben növelték a go játék népszerűségét a fiatalok körében Japánban majd a távolkeleti országokban és a fordítások után a nyugati országokban is.

## Történet
Mialatt Sindó Hikaru nagyapja padlásán eladható régiségek után kutat, rábukkan egy go táblára amit egy kísértet a tábla szelleme Fudzsivara no Szai őriz.

## Szereplők

### Főszereplők
- Sindó Hikaru (進藤 ヒカル; Hepburn: Shindō Hikaru?) – A főszereplő akit Szai támogat.
- Fudzsivara no Szai (藤原佐為; Hepburn: Fujiwara-no-Sai?) – Egy szellem, aki nem tudja abbahagyni a go játékot. Szai egy híres gojátékos volt a Heian-korban, ő tanította az uralkodót a góra. Egy rivális gotanár meggyőzte az uralkodót, hogy rendezzen egy gojátszmát közte és Szai között, és a győztes legyen az egyedüli oktatója. A rivális csalt, és Szai veszített. Egy pár nap múlva Szai szégyenében öngyilkos lett. Szelleme nem jutott a mennyekbe, hanem egy gotáblába költözött. Amikor valaki megtalálja és látja őt, akkor Szai csatlakozik hozzá. Az Edo-korban csatlakozott egy fiúhoz, aki később Honinbó Súszaku néven lett ismert. A fiú híres gojátékossá vált, de 34 éves korában meghalt. A történetben csak Hikaru látja.
- Tója Akira (塔矢 アキラ; Hepburn: Tōya Akira?) – A Kaio középiskola tanulója, Hikaru legnagyobb riválisa. Akira már nagyon erős gojátékos, amikor Hikaru először kezd játszani, és elképeszti Hikaru látványos tudása.
- Tója Meidzsin (塔矢 名人; Hepburn: Tōya Meijin?) – Tója Akira apja. Eredeti neve Tója Kójó (塔矢 行洋; Hepburn: Tōya Kōyō?), Öt cím védője: meidzsin, tengen, óza, kiszei és dzsúdan.

### A Haze Középiskola tanulói
- Fudzsiszaki Akari (藤崎 あかり; Hepburn: Fujisaki Akari?) – Hikaru gyerekkori barátja. Akkor kezdi el a go-t tanulni amikor Hikaru-t is elkezdi érdekelni. Később ő is belép a Haze középiskola go-klubjába.
- Mitani Júki (三谷 祐輝; Hepburn: Mitani Yūki?) – Egy játékos a Haze középiskola go-klubjában, aki úrrá lesz csalási kényszerén.
- Kaga Tecuo (加賀 鉄男; Hepburn: Kaga Tetsuo?) – A Haze középiskola Sogi klubjának elnöke. Kaga utálja a go-t, mert jobban szereti a sogit és Tója jobb nála. Mégis időről időre még mindig játszik go-t, hogy megtartsa jártasságát.
- Cucui Kimihiro (筒井 公宏; Hepburn: Tsutsui Kimihiro?) – a Haze középiskola goklubjának alapítója.

### Insei
- Vaja Jositaka (和谷 義高; Hepburn: Waya Yoshitaka?) – Hikaru inszei barátja. Az Internetes Go szerveren a beceneve 'zelda'. 15 évesen válik profi gojátékossá, ugyan abban az évben mint Hikaru. Mindig terepszínű ruhákban jár.
- Iszumi Sinicsiró (伊角 慎一郎; Hepburn: Isumi Shin'ichirō?) – Hikaru másik inszei barátja akinek sok kételye van a profi vizsga alatt. Profivá csak egy évvel Hikaru-ék után válik.
- Ocsi Kószuke (越智 康介; Hepburn: Ochi Kōsuke?) – Egy másik inszei ugyanakkor, amikor Hikaru is az. Akira tanítja, hogy vele tesztelje Hikaru tudását. Hikaru-val és Vaja-val lesz együtt profi, hármuk közül ő a legfiatalabb, ekkor csak 13 éves.

### A Kaio Középiskola tanulói
- Kisimoto Kaoru (岸本 薫; Hepburn: Kishimoto Kaoru?) – A Kaio középiskola go klubjának főnöke, korábbi insei, akiből nem lett profi.
- Jun szenszei (尹先生; Hepburn: Yun Sensei?) – Koreai profi aki Akira tanára volt egy rövid ideig a téli középiskolai go-verseny után.
- Hidaka Juri (日高 由梨; Hepburn: Hidaka Yuri?) – A Kaio középiskola harmadéves tanulója, aki megvédte Akirát amikor hősködött három másik srác előtt akiknek nem tetszett.

### Egyéb szereplők
- Sú (修; Hepburn: Shū?) – A tulajdonosa annak a go szalonnak ahol Hikaru találkozott Juki-val. Sú felismeri a csalót amikor meglátja. Felkérte Dake-szant, hogy tanítson Juki-nak egy leckét a csalásról.
- Dake-szan (だけ; Hepburn: Dake-san?) – Őt kérte meg Sú, hogy szoktassa le Mitani-t a csalásról. Pénzben fogadott Mitani-val és nyert tőle 10000 yent (kb. 90 $) Hikaru és Szai később visszanyerte a pénzt. Dake-szan romantikus dalokat énekel mialatt go-t játszik.
- Kuvabara Honinbó (桑原本因坊; Hepburn: Kuwabara Honinbō?) – A Honinbó cím aktuális védője a Hikaru no go-ban. Tója Meidzsin barátja.
- Icsikava Harumi (市河 晴美; Hepburn: Ichikawa Harumi?) – A pénztáros abban a go-klubban akol Tója Akira tanul. Elszomorította amikor Akira elhagyta a klubot, hogy jobb játékos legyen.
- Morisita Sigeo (森下 茂男; Hepburn: Morishita Shigeo?) – Ismert még mint Morisita szenszei. 9 danos profi, Vaja go tanára, és vezetője annak a tanuló csoportnak amibe Hikaru is meghívást kap Vaja révén. Tója Meidzsin riválisa amióta egy időben lettek profik. Mentora Sirakava Micsionak (7 dan) aki annak a góiskolának a vezetője ahova Hikaru először kezdett járni.
- Hong Szu Jong (Hong Su-yeong, 홍수영) – Koreai profi, két évvel fiatalabb Hikarunál. Először 12 évesen jelenik meg a mangában. Szujong nagybátyja tulajdonosa egy goszalonnak, ahol épp vakáción tartózkodik, mert épp belefáradt a profi gojátékossá válás folyamatába. Miután kikap Hikaru-tól elhatározza, hogy keményebben fog dolgozni, hogy profivá válhasson és visszavághasson a vereségért. A mangában legközelebb a Hokutó Kupán tünik fel, már profi játékosként, mint a koreai csapat harmadik számú játékosa.
- Ogata Szeidzsi (緒方 精次; Hepburn: Ogata Seiji?) – 9 danos profi, Tója Kójó tanítványa majd riválisa. A goszei és a dzsúdan címek védője, utóbbit éppen Tója Kójótól szerzi meg. Szereti az akváriumi halakat.
- Amano – A Heti go újságírója
- Kavai – Taxi sofőr, amatőr gójátékos abban a klubban ahova Hikaru is eljárt játszani. Ő kísérte el Hikaru-t amikor Szai eltűnése után Innosimába Honinbó Súszaku szülőhelyére mentek.